# Мальцівське
Ма́льцівське —  село в Україні, у Лозівській міській громаді Лозівського району Харківської області. Населення 2019 року становить  150 осіб. Орган місцевого самоврядування — Новоіваніський старостинський округ.

## Географія
Село Мальцівське знаходиться знаходиться на правому березі річки Литовщина, біля її витоків. Нижче за течією за 5 км розташоване село Литовщина. Поруч проходить автомобільна дорога Т 2107.

## Історія
- 1916 - дата заснування.
- 12 червня 2020 року, відповідно до Розпорядження Кабінету Міністрів України  № 725-р «Про визначення адміністративних центрів та затвердження територій територіальних громад Харківської області», увійшло до складу Лозівської міської громади.[1]
- 17 липня 2020 року, в результаті адміністративно-територіальної реформи та ліквідації колишнього Лозівського району (1923—2020), увійшло до складу новоутвореного Лозівського району Харківської області.[2]

## Населення

### Мова
Розподіл населення за рідною мовою за даними :
| Мова       | Кількість | Відсоток |
| ---------- | --------- | -------- |
| українська | 298       | 97.71%   |
| російська  | 7         | 2.29%    |
| Усього     | 305       | 100%     |

## Економіка
- Молочно-товарна ферма.
- «Мальцівське», сільськогосподарське ПП.
- Магазин
- Клуб
- Бібліотека
- агрофірма "Астарта-ВВ"
- Фельдшерсько-акушерський пункт